# 罗布森山
罗布森山（英語：Mount Robson）是北美落基山脉最突出的山峰，也是加拿大落基山脉的最高点。整座山位于加拿大不列颠哥伦比亚罗布森山省立公园。罗布森山是不列颠哥伦比亚省第二高峰，仅次于沃丁顿山。
罗布森山很是可能以科林·罗伯逊（Colin Robertson）命名，他曾在19世纪初在西北公司和哈德逊湾公司工作。